# ديفيد مكنيفين (لاعب كرة قدم)
ديفيد مكنيفين (بالإنجليزية: David McNiven)‏ هو لاعب كرة قدم ومدرب كرة قدم بريطاني في مركز الهجوم، ولد في 9 سبتمبر 1955 في Stonehouse, South Lanarkshire ‏ في المملكة المتحدة. شارك مع منتخب اسكتلندا تحت 21 سنة لكرة القدم. أما مع النوادي، فقد لعب مع برادفورد سيتي وليدز يونايتد ونادي بلاكبول ونادي موركامب ونادي هاليفاكس تاون.